# Вушанка (Мінська область)
Вушанка (біл. вёска Вушанка) — село в складі Пуховицького району Мінської області, Білорусь. Село підпорядковане Пережирській сільській раді, розташоване в центральній частині області.